# John C. McGinley
John Christopher McGinley (New York, 3 agosto 1959) è un attore e produttore cinematografico statunitense.
Particolarmente noto per i suoi ruoli come il dottor Perry Cox in Scrubs - Medici ai primi ferri, Bob Slydell in Impiegati... male!, il capitano Hendrix in The Rock, il sergente Red O'Neill in Platoon di Oliver Stone, Marv in Wall Street di Stone e l'agente dell'FBI Ben Harp in Point Break - Punto di rottura, ha scritto e prodotto per la televisione e il cinema. Oltre a recitare, McGinley è un autore, un membro del consiglio e portavoce internazionale per la Global Down Syndrome Foundation, e un portavoce per la National Down Syndrome Society.

## Biografia
McGinley è nato nel Greenwich Village di New York, figlio di un'insegnante e di un agente di cambio. Il suo bisnonno paterno era di Donegal, in Irlanda. McGinley è cresciuto a Millburn, nel New Jersey, e ha frequentato la Millburn High School, dove ha giocato come ricevitore per la squadra di football americano della scuola. Ha studiato recitazione all'Università di Syracuse, e più tardi al Graduate Acting Program dell'Università di New York presso la Tisch School of the Arts, laureandosi nel 1984. Dopo aver completato la formazione, ha fatto diversi lavori, inclusi alcuni spettacoli teatrali sia on- che off-Broadway, e per un periodo di due anni ha recitato nella soap opera Destini,  nel 1985-1986. 
John C. McGinley, spesso accreditato semplicemente come John McGinley, ha avuto una carriera prolifica soprattutto come co-protagonista. Divenuto celebre grazie al film di Oliver Stone Platoon nel 1986, ha poi partecipato ad almeno altre quattro produzioni del regista. È celebre per le sue interpretazioni di personaggi cinici e talvolta sinistri. Nel 1986, mentre lavorava come sostituto di John Turturro alla produzione di John Patrick Shanley del 1984 di Danny and the Deep Blue Sea, venne notato da un agente che lo portò al provino per il ruolo del sergente Red O'Neill nel film premio Oscar Platoon, anche se la sua prima apparizione sul grande schermo fu in Sweet Liberty - La dolce indipendenza (1986), di Alan Alda, a cui  seguirono l'anno successivo Wall Street (1987) e l'anno dopo ancora Talk Radio (1988).
Ha scritto la sceneggiatura per il film del 1990 Suffering Bastards. Negli anni novanta ha recitato in film come Point Break - Punto di rottura (1991), Highlander II - Il ritorno (1991), Articolo 99 (1992), Wagons East! (1994), Seven (1995), The Rock (1996), Set It Off - Farsi notare (1996), Niente da perdere (1997) e Impiegati... male! (1999).  In quest'ultimo film, McGinley ha improvvisato diverse riprese sulla passione del suo personaggio per Michael Bolton. McGinley ha lavorato come doppiatore per serie televisive animate, tra cui il supereroe The Atom, in diversi episodi di Justice League Unlimited, un'apparizione come "The White Shadow", l'agente governativo segreto che supervisiona Huey Freeman su The Boondocks. Ha ricevuto il plauso della critica per la sua interpretazione di un serial killer nel dramma di Dean Koontz Intensity (1997). Ha lavorato ancora una volta con Koontz in L'altra dimensione (2000). 
Nel 2001 McGinley ha iniziato a lavorare regolarmente nella serie televisiva della NBC Scrubs - Medici ai primi ferri come il cinico Dr. Perry Cox. Nel corso della serie Dr. Cox agisce come un mentore riluttante per il protagonista JD. McGinley ha detto che ci sono tre cose nel corso della serie che ha inventato: il suo uso costante di nomi femminili per chiamare JD; il suo fischio, che egli descrive come "una cattiva abitudine"; e la sua abitudine di toccarsi il naso, un omaggio al personaggio di Robert Redford nel film La stangata. Nel 2003 ha preso parte al thriller Identità di James Mangold. McGinley ha scritto un libro del 2005 intitolato Untalkative Bunny: How to be Heard Without saying a Word che presentava il personaggio del titolo dello show Untalkative Bunny. Nel 2006 gli viene affidato un cameo nella commedia Svalvolati on the road. Nel 2007 interpreta Chuck Mitchell in Finalmente a casa, una commedia di Steve Carr.
Nel 2012 McGinley è diventato un personaggio ricorrente nella serie Burn Notice - Duro a morire di USA Network nel ruolo di Tom Card. Ha iniziato il 2013 nel revival di Broadway di Glengarry Glen Ross nel ruolo di Dave Moss. "È stato il miglior paio di mesi della mia vita", ha detto. Nel 2013 è apparso nella serie televisiva Ground Floor; la serie è stata cancellata nel 2015 dopo sole due stagioni. McGinley è stato votato sul sito TV.com come Miglior attore di sempre. Il sito gli attribuisce il voto di 9.7 su un massimo di 10, facendo così di lui l'attore con il punteggio più alto mai registrato nell'intero sito. Nel 2022 ha preso parte alla stagione finale di Brooklyn Nine-Nine interpretando Frank O'Sullivan.

## Vita privata
Nel febbraio 1997 McGinley sposò Lauren Lambert. Il loro figlio, Max, che ha la sindrome di Down, è nato quell'anno. Nel dicembre 2001, Lambert e McGinley divorziarono. Nell'ottobre 2002 è stato scelto come "Papà del mese" all'iParenting.com. 
Nell'agosto 2006, dopo due anni di frequentazione, McGinley si fidanzò con l'istruttrice di yoga Nichole Kessler a Malibu. La coppia si è sposata il 7 aprile 2007 in una cerimonia privata a casa loro. Hanno due figlie. 
McGinley fa parte del Consiglio della Global Down Syndrome Foundation, con sede a Denver. È un ambasciatore di celebrità per la National Down Syndrome Society. Inoltre, è un Global Ambassador per le Olimpiadi Speciali, ed è stato parte integrante nella creazione della sua campagna "R-word: Spread The Word, To End The Word". McGinley è un 'vocal supporter' per la comunità delle esigenze speciali.
McGinley è tifoso dei Detroit Red Wings della NHL, e lo mostra indossando una maglia dei Red Wings (di solito Chris Chelios) in diversi episodi di Scrubs. È stato il narratore del DVD del campionato 2008 dei Red Wings. Gestisce una casa a Malibu, in California, ed è un membro della "Malibu Mob", un gruppo di amici famosi e vicini di casa tra cui John Cusack, Tony, l'ex difensore dei Detroit Red Wings Chris Chelios, il surfista della big wave Laird Hamilton, beach pallavolo pro Gabrielle Reece, e il tennista John McEnroe. McGinley si diverte a giocare a golf con John Cusack nel suo tempo libero ed è membro dello Sherwood Lake Club.

## Filmografia

### Cinema
- Sweet Liberty - La dolce indipendenza (Sweet Liberty), regia di Alan Alda (1986)
- Platoon, regia di Oliver Stone (1986)
- Wall Street, regia di Oliver Stone (1987)
- Talk Radio, regia di Oliver Stone (1988)
- Un poliziotto in blue jeans (Shakedown), regia di James Glickenhaus (1988)
- Lost Angels, regia di Hugh Hudson (1989)
- Nato il quattro luglio (Born on the Fourth of July) regia di Oliver Stone (1989)
- L'ombra di mille soli (Fat Man and Little Boy), regia di Roland Joffé (1989)
- Suffering Bastards, regia di Bernard McWilliams (1989)
- Highlander II - Il ritorno (Highlander II: The Quickening), regia di Russell Mulcahy (1991)
- Point Break - Punto di rottura (Point Break), regia di Kathryn Bigelow (1991)
- Presagio di morte (Fathers & Sons), regia di Paul Mones (1992) - non accreditato
- Articolo 99 (Article 99), regia di Howard Deutch (1992)
- Piccoli rumori (Little Noises), regia di Jane Spencer (1992)
- Vicino alla fine (A Midnight Clear), regia di Keith Gordon (1992)
- Occhi per sentire (Hear No Evil), regia di Robert Greenwald (1993)
- Una volante tutta matta (Car 54, Where Are You?), regia di Bill Fishman (1994)
- Sfida tra i ghiacci (On Deadly Ground), regia di Steven Seagal (1994)
- La notte della verità (Mother's Boys), regia di Yves Simoneau (1994)
- Sopravvivere al gioco (Surviving the Game), regia di Ernest Dickerson (1994)
- Wagons East!, regia di Peter Markle (1994)
- Una gorilla per amica (Born to Be Wild), regia di John Gray (1995)
- Seven (Se7en), regia di David Fincher (1995)
- Gli intrighi del potere - Nixon (Nixon), regia di Oliver Stone (1995)
- The Rock, regia di Michael Bay (1996)
- Mamma torno a casa (Mother), regia di Albert Brooks (1996)
- Johns, regia di Scott Silver (1996)
- Set It Off - Farsi notare (Set it Off), regia di F. Gary Gray (1996)
- Colin Fitz (Colin Fitz Lives!), regia di Robert Bella (1997)
- Viaggio senza ritorno (Truth or Consequences, N.M.), regia di Kiefer Sutherland (1997)
- Niente da perdere (Nothing to Lose), regia di Steve Oedekerk (1997)
- Flypaper, regia di Klaus Hoch (1999)
- Impiegati... male! (Office Space), regia di Mike Judge (1999)
- Appuntamento a tre (Three to Tango), regia di Damon Santostefano (1999)
- Ogni maledetta domenica - Any Given Sunday (Any Given Sunday), regia di Oliver Stone (1999)
- La vendetta di Carter (Get Carter), di Stephen Kay (2000)
- Animal (The Animal), regia di Luke Greenfield (2001)
- Il sogno di un'estate (Summer Catch), regia di Michael Tollin (2001) - non accreditato
- Crazy as Hell, regia di Eriq La Salle (2002)
- Fuga da Seattle (Highway), regia di James Cox (2002)
- 110 e frode (Stealing Harvard), regia di Bruce McCulloch (2002)
- Identità (Identity), regia di James Mangold (2003)
- Two Tickets to Paradise, regia di D.B. Sweeney (2006)
- Vivere alla grande (Puff, Puff, Pass), regia di Mekhi Phifer (2006)
- World Trade Center, regia di Oliver Stone (2006) - cameo non accreditato
- A.W.O.L, regia di Jack Swanstrom - cortometraggio (2006)
- Svalvolati on the road (Wild Hogs), regia di Walt Becker (2007)
- Finalmente a casa (Are We Done Yet?), regia di Steve Carr (2007)
- American Crude - Follie in America (American Crude), regia di Craig Sheffer (2008)
- The Discoverers, regia di Justin Schwarz (2012)
- Alex Cross - La memoria del killer (Alex Cross), regia di Rob Cohen (2012)
- 42 - La vera storia di una leggenda americana (42), regia di Brian Helgeland (2013)
- Kid Cannabis, regia di John Stockwell (2014)
- The Belko Experiment, regia di Greg McLean (2016)
- The Drowning, regia di Bette Gordon (2016)
- La battaglia dei sessi (Battle of the Sexes), regia di Jonathan Dayton e Valerie Faris (2017)

### Televisione
- Destini (Another World) – serial TV, puntata 5252 (1985)
- Una detective in gamba (Leg Work) – serie TV, episodio 1x02 (1985)
- Spenser (Spenser: For Hire) – serie TV, episodio 3x15 (1985)
- La contropartita (Clinton and Nadine) – film TV (1988)
- L'ultimo fuorilegge (The Last Outlaw) – film TV (1993)
- Frasier – serie TV, episodio 2x11 (1994)
- Hunter - Giustizia a Los Angeles (The Return of Hunter) – film TV (1993)
- Più in alto di tutti ( Rebound: The Legend of Earl 'The Goat' Manigault ), regia di Eriq La Salle - film TV (1996)
- The Practice - Professione avvocati (The Practice) – serie TV, episodi 1x03-1x04 (1997)
- Intensity – film TV (1997)
- Bad Cop, Bad Cop – film TV (1998)
- Obiettivo terra (Target Earth) – film TV (1998)
- La guerra privata del Pentagono (The Pentagon Wars) – film TV (1998)
- Il prezzo della giustizia (The Jack Bull) – film TV (1999)
- L'altra dimensione (Sole Survivor) – film TV (2000)
- The Nightmare Room – serie TV, episodio 1x08 (2001)
- Scrubs - Medici ai primi ferri (Scrubs) – serie TV, 182 episodi (2001-2010)
- Natale con i Muppet (It's a Very Merry Muppet Christmas Movie) – film TV (2002)
- Scrubs: Interns – serie TV, episodio 1x01 (2009)
- Back – film TV (2009)
- Burn Notice - Duro a morire (Burn Notice) – serie TV, 6 episodi (2011)
- Ground Floor – serie TV, 20 episodi (2013-2015)
- Stan Against Evil – serie TV, 24 episodi (2016-2018)
- Chicago P.D. - serie TV, 7 episodi (2019)
- Brooklyn Nine-Nine - serie TV, 3 episodi (2021)

### Doppiatore
- King of the Hill – serie TV animata, episodio 6x11 (2001)
- Spider-Man: The New Animated Series – serie TV animata, episodi 1x04-1x06 (2003)
- Kim Possible – serie TV animata, episodio 2x08 (2003)
- Justice League – serie TV animata, episodio 2x21 (2003)
- American Dragon: Jake Long – serie TV animata, episodio 1x04 (2005)
- Justice League Unlimited – serie TV animata, episodi 1x08-1x10-2x07 (2004-2005)
- Robot Chicken – serie TV animata, episodio 3x20 (2008)
- The Boondocks – serie TV animata, episodi 1x08-3x15 (2006-2010)
- Word Girl (WordGirl) – serie TV animata, 11 episodi (2008-2012)

## Doppiatori italiani
Nelle versioni in italiano delle opere in cui ha recitato, John C. McGinley è stato doppiato da:
- Angelo Maggi ne La vendetta di Carter, Scrubs - Medici ai primi ferri, Svalvolati on the road, Burn Notice - Duro a morire, La battaglia dei sessi
- Massimo Lodolo in L'ombra di mille soli, 110 e frode, American crude - Follie in America, The Belko Experiment
- Francesco Pannofino in Talk Radio, Sfida tra i ghiacci
- Giorgio Locuratolo in Obiettivo Terra, Brooklyn Nine-Nine
- Stefano Mondini in Una volante tutta matta, Giochi di sopravvivenza
- Vittorio De Angelis in Animal, Finalmente a casa
- Massimo De Ambrosis in Frasier, Identità
- Massimo Milazzo in Platoon
- Roberto Pedicini in Wall Street
- Fabrizio Pucci in Nato il quattro luglio
- Cesare Barbetti in Highlander II - Il ritorno
- Maurizio Fardo in Point Break - Punto di rottura
- Luca Dal Fabbro in Articolo 99
- Luca Biagini in Vicino alla fine
- Pierluigi Astore in L'ultimo fuorilegge
- Michele Kalamera in Wagon East!
- Orlando Mezzabotta in Una gorilla per amica
- Claudio Fattoretto in Seven
- Antonio Sanna ne Gli intrighi del potere - Nixon
- Enrico Di Troia in The Rock
- Sergio Di Giulio in Set It Off - Farsi notare
- Francesco Fagioli in Più in alto di tutti
- Roberto Certomà in Viaggio senza ritorno
- Bruno Conti in Niente da perdere
- Fabrizio Temperini in Intensity
- Romano Malaspina in The Practice - Professione avvocati
- Renato Cortesi in Impiegati... male!
- Mauro Gravina in Appuntamento a tre
- Teo Bellia in Ogni maledetta domenica - Any Given Sunday
- Vittorio Guerrieri ne Il prezzo della giustizia
- Luigi Ferraro in Fuga da Seattle
- Fabrizio Picconi in Natale con i Muppet
- Claudio Sorrentino in Alex Cross - La memoria del killer
- Gianni Giuliano in 42 - La vera storia di una leggenda americana
- Francesco Prando in Chicago P.D.

Da doppiatore è sostituito da:
- Franco Mannella in King of the Hill
- Paolo Maria Scalondro in American Dragon: Jake Long